# 잔틴
잔틴(영어: xanthine) 또는 크산틴(독일어: Xanthin)은 대부분의 인체 조직과 분비액, 다른 유기체에서 볼 수 있는 퓨린 염기이다. 수많은 각성제가 카페인과 테오브로민을 포함하여 잔틴에서 비롯된다.
잔틴은 퓨린 대사 방식의 산물이다.
- 구아닌 탈아미 노효소의 구아닌
- 잔틴 산화효소의 하이포잔틴
- 퓨린 뉴클레오시드 가인산분해효소(PNP)의 크산토신[3].

잔틴은 잔틴 산화효소의 작용으로 말미암아 최종적으로 요산으로 변환된다.

## 선별된 잔틴
| 이름       | R1  | R2  | R3  | IUPAC 명명법                                 | 발견 위치                    |
| ---------- | --- | --- | --- | -------------------------------------------- | ---------------------------- |
| 카페인     | CH3 | CH3 | CH3 | 1,3,7-trimethyl-1H-purine-2,6(3H,7H)-dione   | 커피, 과라나, 마테, 차, 콜라 |
| 테오브로민 | H   | CH3 | CH3 | 3,7-dihydro-3,7-dimethyl-1H-purine-2,6-dione | 초콜릿, 마테                 |
| 테오필린   | CH3 | CH3 | H   | 1,3-dimethyl-7H-purine-2,6-dione             | 차, 초콜릿, 마테             |
| 파라잔틴   | CH3 | H   | CH3 | 1,7-dimethyl-7H-purine-2,6-dione             | 카페인을 소비해온 짐승       |
| 잔틴       | H   | H   | H   | 3,7-dihydro-purine-2,6-dione                 | 식물, 짐승                   |

## 같이 보기
- 머치슨운석
- 잔텐